# セアト・マルベーリャ
マルベーリャ (MARBELLA)は、セアトが製造販売していた自動車である。

## 概要
1980年、フィアット・パンダのセアト版として生産販売を開始した。1986年まで「セアト・パンダ」として販売された。
1983年、フィアットとの提携関係解消のため、ライセンス生産契約も失効したが2社の話し合いにより「セアト・パンダ」の前後デザインと車名を変更することで生産が継続されることになる。
1986年、「パンダ」から「マルベーリャ」へと改名した。
1998年、生産販売を終了した。

## 車名
「MARBELLA (マルベーリャ)」は、スペイン王国アンダルシア州マラガ県にある都市「Marbella (マルベーリャ)」に由来する。